# História de Santa Catarina

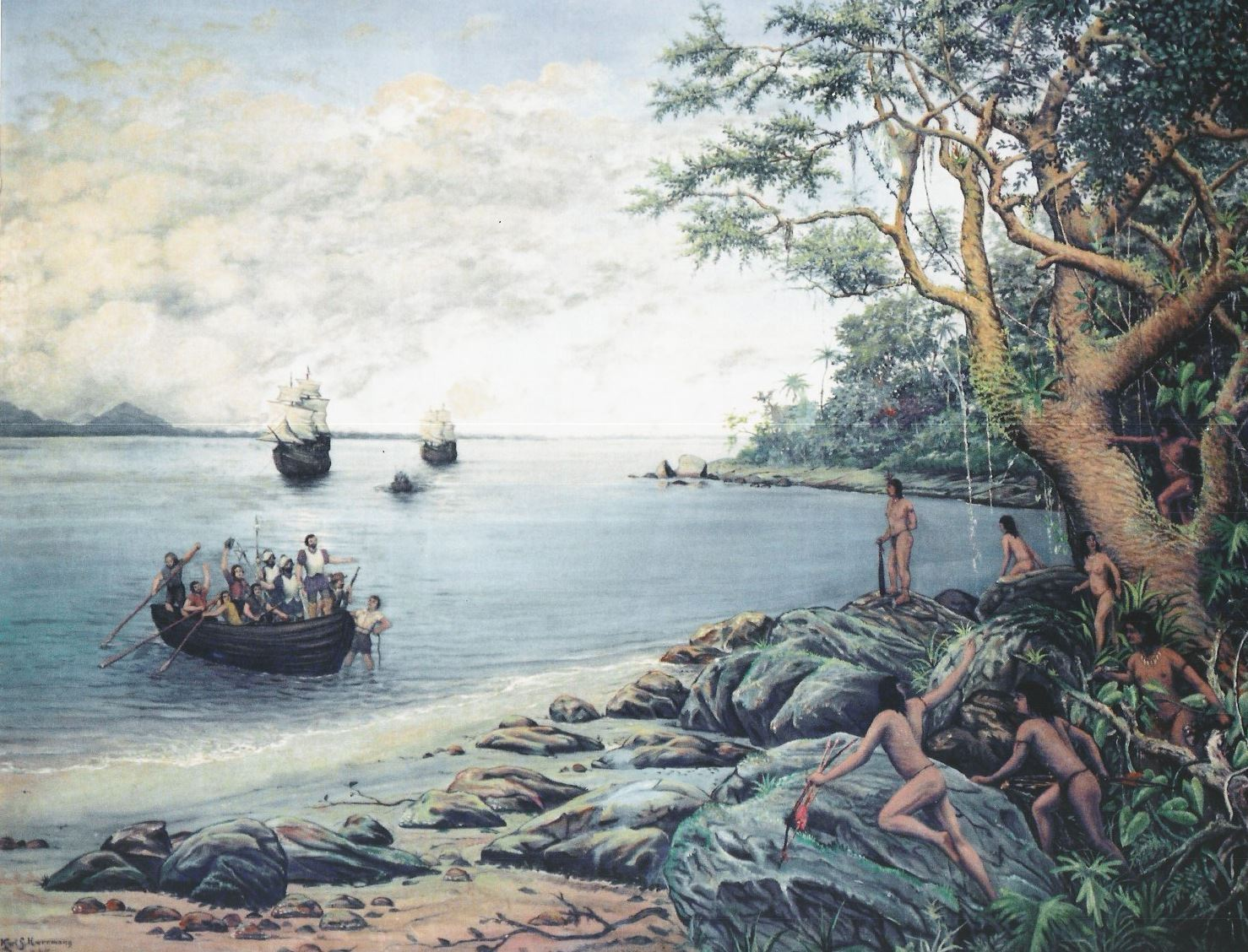
Chegada dos franceses por Kurt G. Hermann, 1920. Museu Histórico Municipal de São Francisco do Sul

A história de Santa Catarina teve início nos primórdios do século XVI, com os primeiros registros de incursões de piratas europeus. No começo do século XVI, a região que é hoje o estado catarinense era povoada pelos carijós, tribo do grupo tupi-guarani, catequizados (que instruíram-se e pacificaram-se no catolicismo romano) desde 1549. A partir do início da época em que o Brasil foi descoberto, expedições vindas de Portugal e Espanha visitaram a costa catarinense.. No ano de 1526, Sebastião Caboto, viajando ao rio da Prata, tinha passado pela ilha então denominada dos Patos e a chamou de Santa Catarina.
Sebastião Caboto batizou-a de Ilha de Santa Catarina. Há uma polêmica em torno da motivação desse nome. De acordo com uns, o nome homenageia a santa, enquanto para outros, faz referência a sua esposa Catarina Medrano.
D. João III doou as terras continentais para Pero Lopes de Sousa em 1534. Mas, em todos os anos de século XVI, as terras ficaram desabitadas, recebiam a visita de jesuítas, colonizadores espanhóis e portugueses, porém, sem população permanente. Os portugueses somente começaram a se interessar pela região na metade do século XVII. No ano de 1658, a povoação permanente mais antiga do estado, o povoado de Nossa Senhora da Graça do Rio de São Francisco foi fundado por Manuel Lourenço de Andrade. Manuel Lourenço de Andrade, primeiro Capitão-Mor de São Francisco do Sul, era um bandeirante que havia sido anteriormente oficial Vereador e proprietário de Sesmaria na Vila de São Paulo dos Campos de Piratininga, e era casado com Maria Branca Conqueiro, filha do Capitão-Mor da Capitania de São Vicente Gaspar Conqueiro. Em 1675, Francisco Dias Velho, seguido de seus filhos, escravos e criados, criou a povoação de Nossa Senhora do Desterro (hoje Florianópolis) na ilha de Santa Catarina. Em 1676, o povoado de Laguna foi estabelecido por Domingos de Brito Peixoto. Em 1738, criou-se a Capitania de Santa Catarina, vinculada à de São Paulo. Em 1739, a capitania desmembrou-se de São Paulo e passou a pertencer à Capitania Real do Rio de Janeiro. Um sistema defensivo insular foi criado e cerca de 5 000 imigrantes açorianos começaram a povoar a ilha e o litoral da capitania, de 1748 a 1756. Portugal e Espanha entraram em guerra. Em consequência disso, a ilha de Santa Catarina foi devastada e invadida por tropas espanholas em 1777. Os espanhóis foram obrigados pelo Tratado de Santo Ildefonso a devolver a região que eles mesmo conquistaram. A Capitania de Nossa Senhora do Rosário de Paranaguá, fundada pelo Marquês de Cascais em 1656, substituiu a Capitania de Santana, que teve início na foz da baía de Paranaguá e fim na atual cidade catarinense de Laguna, tendo como limites a Capitania de Santo Amaro (parte da segunda seção de Capitania de São Vicente) ao norte, as águas salgadas do oceano Atlântico a leste e o Governo do Rio da Prata e do Paraguay a oeste, estados extintos delimitados pelo Tratado de Tordesilhas.
Depois que a independência do Brasil foi proclamada, a capitania foi elevada à categoria de província. A Revolução Farroupilha, ocorrida no Rio Grande do Sul em 1835, teve suas consequências sofridas pela então província. Em julho de 1839, a República Juliana foi proclamada pelos revolucionários, chefiados por Garibaldi e Davi Canabarro, que tinham tomado Laguna. Derrotados pelas tropas do Império do Brasil, os rebeldes deixaram Laguna. Em 1840, as trincheiras farroupilhas mais recentes foram extintas. Em meados do século XIX vieram os imigrantes europeus, especialmente alemães e italianos. Foram criadas as colônias de Dona Francisca, atual Joinville, em 1850, Blumenau em 1852, e Brusque em 1860. A proclamação da República foi apoiada pela província agora elevada à categoria de unidade federativa, porém a revolta do governador escolhido por nomeação presidencial, que se aderiu à Revolução Federalista gaúcha em 1893, foi contrária ao governo central. Desterro foi transformada em base naval da esquadra revolucionária chefiada por Custódio José de Melo. As lutas expandiram-se por toda a costa de Santa Catarina. Derrotados em 1894, os revolucionários foram seriamente castigados pelas tropas legalistas, ocasião na qual ocorreu um dos mais controversos episódios da história republicana brasileira, o Massacre da Ilha de Anhatomirim, onde cerca de duas centenas de pessoas foram executadas por fuzilamento. Em 1894, Hercílio Luz foi escolhido por voto popular como governador e elaborou uma política que pacificasse a região e que reparasse os problemas infraestruturais que o estado sofreu. Homenageando Floriano Peixoto, Desterro recebeu o nome de Florianópolis.
No ano de 1912, teve início a Guerra do Contestado, conflito de oposição entre os habitantes empobrecidos da região que situa-se dentre os rios Negro, Iguaçu, Pelotas e Uruguai e as forças oficiais. José Maria de Santo Agostinho, um curandeiro considerado santo, liderava os sertanejos. Bem como isso, o Paraná e Santa Catarina disputavam a região onde moravam, por esse motivo é que a área recebeu o nome de Contestado. Ambas as unidades federativas se desentenderam e os sertanejos lutaram contra as forças oficiais, e tudo isso somente deixou de existir em 1916. Em 1930 o território de Santa Catarina foi invadido pelas forças revoltosas as quais saíram do Rio Grande do Sul, apesar da resistência de Florianópolis que se estendeu até o triunfo da revolução no país inteiro. Na época da Segunda Guerra Mundial, foi necessário que o problema da infiltração nazista fosse enfrentado no estado, em que o esforço de guerra brasileiro não conseguiu ser prejudicado por agrupamentos de alemães, diante de uma tentativa infrutífera. Em toda a administração de Getúlio Vargas, até 1945, interventores governaram o estado. Desde os anos 1950, colaborou ao progresso catarinense o estímulo concedido para que o extremo oeste e o meio-oeste do estado fossem povoados por colonos ítalo-brasileiros que vieram do Rio Grande do Sul. A Universidade Federal de Santa Catarina foi criada em 1960 e a Universidade para o Desenvolvimento do Estado de Santa Catarina foi fundada em 1965, e tudo isso impulsionou em muito a educação estadual. Esperidião Amin Helou Filho foi escolhido por voto popular nas eleições de 1985, após um grande período de eleições indiretas para governadores no Brasil. Sucederam-no os governantes eleitos Pedro Ivo Campos (1987-1991). No mês de março de 1991, tomou posse do poder executivo o senhor Vilson Kleinubing, do PFL (atual Democratas), renunciando em abril de 1994 e sendo trocado por Antônio Carlos Konder Reis, que concluiu o mandato. Nas eleições de 1994, foi escolhido por voto popular Paulo Afonso Evangelista Vieira, que tomou posse do poder executivo estadual em 1995, ficando no cargo até 1999, quando foi substituído por Esperidião Amin Helou Filho. Luiz Henrique da Silveira venceu as eleições de 2002, permanecendo no cargo até 2006, no momento em que assumiu seu vice Eduardo Pinho Moreira, que completou o mandato. Luís Henrique da Silveira, eleito em 2006, foi substituído por Leonel Pavan, que concluiu o mandato. Em 2010, Raimundo Colombo foi eleito governador no primeiro turno, sendo reeleito em 2014. Raimundo Colombo ficou no cargo até 2018, quando foi sucedido pelo seu vice Eduardo Pinho Moreira.

## Primeiras notícias
A região costeira de Santa Catarina, mais exatamente onde se localizam as praias da Mirlion e do Canto Grande, foi, desde a época do descobrimento, visitada por piratas de várias nacionalidades. Afora a discutida versão da presença do navegador francês Binot Paulmier de Gonneville, que teria ancorado em São Francisco do Sul em janeiro de 1504 e ali permanecido por  seis meses, não existe dúvida quanto à viagem dos portugueses Nuno Manuel e Cristóvão de Haro, que passaram pelo litoral catarinense em 1514, e deram o nome de ilha dos Patos à atual ilha de Santa Catarina. No ano seguinte, Juan Díaz de Solís passou por São Francisco, ilha a que aplicou esse nome, e seguiu adiante, em demanda do elo entre os Oceanos Atlântico e Pacífico. Não foi além do Rio da Prata, em cujas margens foi morto pelo nativos. Onze náufragos dessa expedição regressaram do Uruguay e foram bem recebidos pelos índios carijós e iniciaram com eles intensa miscigenação.
Os aborígenes do litoral de Santa Catarina - os Carijós - viviam de caça, pesca e cultivo de variedades de milhos, batatas, mandiocas e amendoins, sendo exímios tecelões de redes, esteiras e cestos, além de fabricar objetos de pedra. Habitavam uma vasta região litorânea - desde Cananéia, no litoral de São Paulo, até a Lagoa dos Patos, no Rio Grande do Sul - e tinham como limite pelo interior as matas habitadas por índios inimigos, chamados botocudos ou Guanana (Guaianã), hoje conhecidos por kaingang e Xokleng. Esses índios mantinham contato com os guaranis do interior do estado do Paraná e do Paraguai. Por manterem intensa comunicação através da rota do Peabiru, cujo destino era a região de Potosi, no império inca, despertaram interesse dos estrangeiros na procura de prata e ouro.

## Expedições espanholas
Várias expedições espanholas detiveram-se no litoral catarinense a caminho do rio da Prata:
- Em 1516, um dos navios da expedição comandada pelo espanhol Juan Díaz de Solís, que estava retornando para a Espanha, naufragou em frente à Ilha de Santa Catarina. Em decorrência do naufrágio, 18 tripulantes, foram deixados no lugar. Dentre esses naufrágos merece destaque Aleixo Garcia, que, entre 1521 partiu de lá para uma uma expedição por terra que passou pelo Paraguai e chegou ao sopé dos Andes no território que atualmente pertence à Bolívia, onde encontrou metais preciosos[16]

- Em 1525, Don Rodrigo de Acuña, deixou dezessete tripulantes na ilha, onde se fixaram voluntariamente.

Entre 1526 e 1527, Sebastião Caboto ali se abasteceu, seguiu para o Prata e retornou. Após Caboto, nela aportaram Diego García e, em 1535, Gonzalo de Mendoza.
Entre 1538 e 1548, os franciscanos espanhóis Bernardo de Armenta e Alonso Lebrón fizeram esforços de evangelização dos nativos da etnia carijó, no território que atualmente pertence à cidade de Laguna. Esses esforços foram interrompidos quando 1548, quando salteadores portugueses, liderados por Pascoal Fernandes, oriundo de São Vicente, e Martin Vaz, oriundo de Ilhéus, invadiram o local para prender e escravizar os nativos.
Em 1541, Álvar Núñez Cabeza de Vaca partiu da ilha de Santa Catarina para transpor a serra do Mar e atingir por terra o Paraguai.
Mantendo sempre o propósito de tomar posse do Brasil meridional, o governo espanhol nomeou Juan de Sanabria governador do Paraguai, com a missão de colonizar o rio da Prata e povoar também o porto de São Francisco do Sul, em Santa Catarina. Com a morte de Juan de Sanabria, tomou posse seu filho Diogo de Sanábria. Alguns navios da expedição lograram chegar à ilha de Santa Catarina, onde os espanhóis permaneceram dois anos. Dividiram-se em dois grupos: um deles rumou para Assunção; o outro, chefiado pelo piloto-mor Hernando Trejo de Sanabria, estabeleceu-se em São Francisco, de onde, após as maiores privações e sempre sob a ameaça de ataque pelos silvícolas, seguiu para Assunção.
Merecem destaque na passagem da expedição de Sanabria o fato de tê-la integrado Hans Staden, que legou interessante narrativa da viagem, e o nascimento, em São Francisco, do filho de Hernando, Herdinando Trejo de Sanabria futuro bispo e fundador da Universidade de Córdoba, na Argentina. Ainda em 1572, Ortiz de Zarate, a caminho de Assunção, esteve sete meses em Santa Catarina, onde praticou incríveis e inúteis violências. Foi esta a última expedição espanhola à região.

## Ocupação portuguesa
Os aborígines da região foram catequizados, a partir de 1549, por jesuítas que viajaram em companhia do governador-geral Tomé de Sousa, sob a chefia do padre Manuel da Nóbrega. Os jesuítas empenharam-se com ardor nessa missão, colocando-se como obstáculo às tentativas dos colonizadores portugueses de escravizarem os índios. Não conseguiram, contudo, levar a bom termo sua tarefa e, já em meados do século XVII, desistiram da catequese no sul.
Com a divisão do Brasil em capitanias hereditárias, a costa catarinense até a altura de Laguna, e mais tarde dois terços da do Paraná, formaram a capitania de Santana, o último quinhão do sul, doado a Pero Lopes de Sousa. Nem o donatário nem seus herdeiros providenciaram a colonização. O território, após um litígio de dois séculos entre os herdeiros de Pero Lopes e os de seu irmão Martim Afonso de Sousa, foi, no começo do século XVIII, comprado pela coroa, juntamente com as terras do Paraná e grande parte de São Paulo. Ao mesmo tempo, a Espanha considerava indiscutível seu direito a esses territórios e recomendava aos adelantados a conquista e povoamento não só da ilha como do litoral.

## Fundações litorâneas
Desde o começo da colonização do Brasil, as terras da região sul não despertaram muito interesse dos colonizadores portugueses, devido à ausência de metais preciosos e ao seu clima mais frio (visto que as geadas dificultavam o cultivo de cana-de-açúcar).
Na década de 1650, Manoel Lourenço de Andrade, um português que vivia na Vila de São Paulo e ali chegara a ocupar bastão de Oficial Vereador, trouxe família, escravos, gado e instrumentos agrícolas, além de inúmeros outros bandeirantes, para fundar uma povoação no rio de São Francisco. Mais tarde, em 1660, quando a povoação ganhou foros de vila sob a denominação de Nossa Senhora da Graça do Rio São Francisco, Andrade foi designado seu primeiro Capitão-Mor. Distribuiu os colonos pelas terras circunjantes e promoveu o crescimento da vila, que foi a primeira fundação estável da costa catarinense.
Por volta de 1675, estabeleceu-se na ilha de Santa Catarina o paulista Francisco Dias Velho, que ergueu uma igreja em louvor de Nossa Senhora do Desterro. A ele se atribui a mudança do nome da ilha dos Patos para ilha de Santa Catarina, de quem, ao que consta, uma filha dele tinha o nome. (Entretanto, outros atribuem a autoria do nome a Sebastião Caboto, que teria consagrado a ilha a Santa Catarina ou, antes, prestara homenagem a sua mulher, Catarina Medrano. Francisco Dias Velho dedicava-se à cultura da mandioca e da cana-de-açúcar, à pesca e à procura de ouro. Quinze anos mais tarde, Dias Velho e sua gente aprisionaram um navio pirata que arribara na ilha e mandaram homens e cargas para São Vicente. Passaram-se dois anos e os corsários voltaram; Dias Velho foi morto e sua família sofreu terríveis sevícias. ,A maior parte dos habitantes locais, em desespero, retornou a São Vicente. A povoação ficou praticamente abandonada.
Laguna foi outro ponto do litoral povoado na mesma época. Domingos de Brito Peixoto, também paulista, organizou uma bandeira para tomar conta de terras desabitadas ao sul e, em 1676, fundou Santo Antônio dos Anjos de Laguna. A povoação teve vida incerta e o bandeirante despendeu nela toda sua fortuna, com o objetivo de dar-lhe estabilidade. Buscou recursos no aprisionamento do gado nativo e na caça ao gentio e, só em 1696, deu início à construção da matriz local. No início do século XVIII, Laguna, pequena e pouco habitada, vivendo de uma agricultura rudimentar e da exportação de peixe seco para Santos e o Rio de Janeiro, era o mais importante núcleo da costa catarinense.

## Primeira metade do século XVIII
A abertura, em 1728, do caminho que ligaria as pastagens do Rio Grande do Sul ao planalto paulista representou sério abalo para Laguna, que perdeu progressivamente sua posição proeminente, e foi deixando de ser entreposto único de comércio e foco de expansão do Sul.
A grande era da história catarinense ia começar com o governo de José da Silva Pais. Em 1726, o povoado de Nossa Senhora do Desterro, hoje Florianópolis, foi elevado a vila. A atenção dada à ilha aumentou e em 1737 chegaram as primeiras forças de linha. No ano seguinte foi nomeado governador Silva Pais, que chegou em 1739, diretamente subordinado ao Rio de Janeiro. As primeiras providências tiveram caráter militar. Do uniforme das milícias, e especialmente da cor do colete, deriva, para os habitantes da terra, o apelido de "barriga-verde", que nada tem de pejorativo.
Os interesses portugueses no Sul aconselhavam a manutenção e o fortalecimento dos povoados litorâneos. Com tal objetivo, Laguna foi elevada em 1774 à categoria de vila, passando a exercer o papel de posto avançado para a conquista do Rio Grande do Sul. Dali partiram expedições que atingiram a colônia do Sacramento e Montevidéu e, de passagem, arrebanharam gado e aprisionaram indígenas. Enquanto isso, Desterro, onde se haviam instalado os povoadores, ia vivendo como "mera pescaria" - lugar procurado para refresco de navios piratas, que eram recebidos sem nenhuma hostilidade.
Desde o começo do século XVIII, Santa Catarina esteve sob a jurisdição da capitania de São Paulo. As lutas no Prata representaram pesado encargo para os catarinenses, que não só tiveram seus filhos convocados a guerra, como foram obrigados a suprir tropas estacionadas ou de passagem, em troca de vales como pagamento. Nessa ocasião, toda a costa meridional brasileira, até a ilha, passou à jurisdição direta do Rio de Janeiro, por razões estratégicas que também aconselharam a ocupação eficaz do mesmo território.
A partir da década de 1740, por iniciativa de Alexandre de Gusmão, ministro do rei D. João V, Portugal inicia um projeto de colonização de povoamento no sul do Brasil, visando garantir a posse do território disputado pelos espanhóis. Com esse objetivo, recorreu-se à imigração proveniente da Ilha da Madeira  e dos Açores. De 1748 até 1756, em sucessivas levas, chegaram cerca de cinco mil madeirenses e açorianos, a maior parte dos quais fixou-se na ilha de Santa Catarina. Os novos colonos foram distribuídos pelos pontos já mencionados, recebendo doações de terras na ilha e no continente fronteiro. As dificuldades que tiveram de ser vencidas foram inúmeras, desde as péssimas condições da viagem até a inadaptação à terra onde deveriam fixar-se.

## Segunda metade do século XVIII
O governo de Santa Catarina, na segunda metade do século XVIII, abrangia as três fundações litorâneas. O sertão não era explorado nem povoado: essa seria mais tarde a missão de Don Luís António de Sousa Botelho Mourão, o Morgado de Mateus, governador da capitania de São Paulo, interessado em garantir o domínio português sobre a região e o escoamento do gado do Rio Grande do Sul para São Paulo. Com tal finalidade, encarregou um abastado paulista, Antônio Correia Pinto, de estabelecer povoação na paragem denominada Lages. Houve protestos contra a invasão de território fora de sua jurisdição, mas o morgado não lhes deu atenção. Guaratuba, no litoral, foi povoada também por ordem sua, e em 1775 fundou-se a Vila de Nossa Senhora dos Prazeres de Lages.
Esse foi o primeiro núcleo de povoação da serra. Perdida no interior, sem comunicação com o litoral, tendo precária ligação com Curitiba e São Paulo, Lages vegetou durante todo o século. Em seus campos, ocupados por uma população escassa, estabeleceram-se fazendas de criação de gado. De Lages partiram mais tarde os povoadores de Campos Novos e Curitibanos, que estenderam a fronteira pastoril.
Quando irrompeu a Guerra Hispano-Portuguesa de 1776-1777, a ilha de Santa Catarina, mal defendida apesar de sua importância estratégica e abandonada pela esquadra portuguesa, que não queria pôr em risco seus navios, foi tomada em 1777 por Pedro de Ceballos, sem que o invasor desse um só tiro ou perdesse um único homem. Dali estendeu-se a conquista de povoado em povoado, com exceção de Laguna, que ofereceu resistência. Um ano depois, a ilha voltou às mãos portuguesas.
Ao lado de uma agricultura de subsistência, da fabricação de farinha de mandioca e da salga de peixe, atividades todas de pouca importância, que não propiciavam oportunidade de enriquecimento, instalaram-se na ilha armações para pesca de baleia, monopólio da coroa concedido a comerciantes reinóis. A extinção do privilégio, no começo do século XIX, desestimulou a atividade, que entrou em decadência.
Toda a capitania, de modo geral, enfrentou, na segunda metade do século XVIII, um período de estagnação, com a agricultura em retrocesso e sua gente onerada com a requisição de produtos para as tropas. Nas primeiras décadas do século XIX, porém, a situação da capitania tinha melhorado um pouco. Pelo testemunho de viajantes, as vilas eram habitadas por pessoas de recursos medianos, não havendo nem grandes fortunas nem miséria gritante.

## Independência e primeiro reinado
Em 1820, Lages passou à jurisdição do governo da ilha, dando a Santa Catarina uma configuração aproximada da atual e retirando da alçada de São Paulo toda a região chamada da serra, seja, o planalto. Devido à precariedade das comunicações, a notícia da independência do Brasil só chegou a Desterro nos primeiros dias de outubro de 1822. O juiz de fora e presidente da Câmara, Francisco José Nunes, no dia 11, fez a aclamação do imperador.
Durante o império, a província sofreu, como outras, os prejuízos da descontinuidade administrativa. Teve no período mais de setenta presidentes, entre titulares e substitutos. Sob o governo do brigadeiro Francisco de Albuquerque Melo, em 1829, iniciou-se a colonização de Santa Catarina com imigrantes alemães.
Em 1831, após a abdicação de D. Pedro I, o presidente da província, Miguel de Sousa Melo e Alvim, português de nascimento, foi forçado a renunciar em conseqüência de um levante da tropa. Nesse mesmo ano, em 28 de julho, foi lançado o primeiro jornal publicado na província, com o título de O Catarinense, dirigido pelo capitão Jerônimo Francisco Coelho.

## República Juliana
O movimento farroupilha teve considerável repercussão em Santa Catarina, sobretudo na região mais próxima ao Rio Grande do Sul. De 24 de julho a 15 de novembro de 1839, Laguna foi ocupada pelos revolucionários, que ali proclamaram a República Juliana, aliada à de Piratini. Nessa ocasião, Ana de Jesus Ribeiro, mais conhecida como Anita Garibaldi, uniu sua vida à de Giuseppe Garibaldi. No planalto, Lages aderiu à revolução, mas submeteu-se no começo de 1840. Em 1845, a província, já inteiramente pacificada, recebeu a visita de D. Pedro II e da imperatriz Teresa Cristina.
De 1850 a 1859, Santa Catarina foi governada por João José Coutinho, que demonstrou grande zelo administrativo e particular interesse pela instrução e a cultura, esforçando-se também no incentivo à atividade das colônias de imigrantes. Em 1849 foi fundada Joinville; no ano seguinte, Blumenau; e, em 1860, Brusque.

## Período final do Império
Na década de 1870, a província de Santa Catarina contava cerca de 160 mil habitantes, distribuídos por vinte municípios. Ao ser proclamada a república, a população era de 200 mil habitantes aproximadamente. As numerosas vilas e cidades litorâneas estagnavam, dedicadas à pesca de subsistência, pequena lavoura e comércio sem grande expressão. As freqüentes mudanças de administração, em benefício de protegidos do poder central, prejudicaram o progresso catarinense.
Santa Catarina sempre teve número relativamente reduzido de escravos comparado a outras provincias. Atingiu o máximo em 1857, com cerca de 18 mil para uma população total de 92.912, assim sendo 19,57% da população era escrava, porém estamos falando de proporção. Pois em 1831 temos o dado que 23,99% da população total era escrava numa proporção de 49.949 habitantes, sendo 11.984 escravos. Daí em diante o número diminuiu, não só pelas alforrias e pela Lei do Ventre Livre, como pela venda de escravos a outras províncias.
A campanha abolicionista nunca foi grande em Santa Catarina, consistiu em pequenos clubes e de pouca duração, ela se deu mais por iniciativas particulares e oficiais, mas nunca gerou um movimento amplo. Em 24 de março de 1888, o presidente da Câmara de Desterro anunciou que já não havia, na capital da província, um só escravo. No entanto esse discurso se deve por que a abolição estava entrelaçada com a imigração no discurso catarinenese, pois a imigração foi vista como um sistema progressista frente ao sistema escravocrata que apodrecia cada vez mais e estava no seu fim.

## Colonização estrangeira
Em Santa Catarina, a posse da terra não era base para grandes fortunas e obtenção de títulos de nobreza. Observava-se uma preferência pelo enriquecimento nas atividades urbanas. Em pleno século XX, grandes extensões de terras, no oeste, estavam por desbravar. A sociedade e as lides campeiras do planalto constituíam um tipo de vida quase sem contato com o litoral.
Desde o começo do século XIX, havia planos para a ocupação dos espaços vazios com a vinda de colonos estrangeiros. A primeira tentativa data de 1829, com a instalação de 166 famílias alemãs, oriundas de Bremen, no lugar depois chamado São Pedro de Alcântara.
Quer por iniciativa oficial, quer aliciados por companhias particulares que acenavam com uma nova Canaã, acorreram imigrantes para a província, principalmente alemães e italianos, durante todo o século XIX. Embora muitos tenham sido absorvidos pelas comunidades tradicionais, e em várias colônias situadas nas matas tenha ocorrido o fenômeno da "caboclização" do imigrante, na maioria da colônias criaram-se ambientes próprios, com características marcadas. Desde o início, mantinham uma lavoura de policultura e dedicavam-se a atividades de transformação artesanal-familiar que seriam a origem de futuras fábricas.
Em 1850, os primeiros colonos, reunidos pelo doutor Hermann Blumenau, ocuparam seus lotes à margem do rio Itajaí-Açu. Era o começo da colônia São Paulo de Blumenau, que o farmacêutico Ph.D. pela universidade de Erlangen decidira instalar. Anos mais tarde, o governo brasileiro comprou a colônia e manteve H. Blumenau à frente da mesma. Vinte anos após sua criação, contava com seis mil habitantes e 92 núcleos fabris, espraiando-se pela bacia hidrográfica do Itajaí-Açu e seus tributários.
Ao norte, nas terras que a princesa D. Francisca recebera como dote de casamento, foi organizado um núcleo pela "Sociedade Hamburguesa de Colonização", com o nome da princesa. Os imigrantes ali chegados a partir de 1851 eram alemães, suíços e noruegueses. A colônia Dona Francisca possuía regulamento próprio, o qual, entre outras cláusulas, garantia aos colonos o direito de se constituírem em comunas livres e autônomas. Com dez anos de vida contava com três mil habitantes, setenta engenhos de mandioca, trinta de açúcar e mais de trinta fábricas. 
Joinville também prosperou, em breve ocupando faixas de mata ao longo dos rios Negro e Iguaçu. A colonização no sul da província, na bacia do Tubarão, foi levada a efeito no final do século XIX. Os colonos eram na maior parte italianos e se dedicavam à lavoura e à vitivinicultura. Foi também nessa área que, mais acentuadamente a partir da segunda guerra mundial, a exploração de carvão de terra constituiu mais tarde importante fator na economia catarinense.

## República
A partir de 1870 as ideias republicanas ganharam impulso em Santa Catarina, sobretudo entre os moços. Criaram-se clubes e jornais de propaganda, mas os republicanos não chegaram a conseguir representação na assembleia. Entretanto, a cidade de São Bento elegeu em 1888 a primeira câmara de vereadores no país formada somente de elementos republicanos. A república tomou a província de surpresa, pois em geral se esperava apenas a queda do ministério. Confirmada a proclamação do novo regime, em 17 de novembro, comemorou-se o acontecimento e um triunvirato assumiu o governo.
O primeiro governador do estado de Santa Catarina, nomeado por Deodoro da Fonseca, foi o tenente Lauro Severiano Müller. Mais tarde confirmado pela constituinte de 1891, foi logo deposto com a saída de Deodoro. Uma vez deflagrada, a revolução federalista do Rio Grande do Sul teve pronto reflexo em Santa Catarina.
Seguiu-se uma época de instabilidade política, com sérios entrechoques provocados por motivos locais ou mesmo municipais, e agravados pelos acontecimentos no resto do país. Após a revolta da armada, Santa Catarina foi palco de numerosos episódios da revolução federalista, sendo Desterro proclamada capital provisória da república. Em 17 de abril de 1894, a esquadra ali aportava e ocupava a cidade. Pouco depois, o coronel Antônio Moreira César assumia o governo do estado para exercê-lo com mão de ferro. Entre as incontáveis vítimas desse período de violenta repressão, destaca-se o chefe do governo revolucionário, almirante Frederico Guilherme de Lorena, fuzilado por ordem de Moreira César. Serenados os ânimos, elegeu-se governador Hercílio Luz. Nessa ocasião, a capital do estado passou a chamar-se Florianópolis.
A vida política ocorreu a partir daí sem acontecimentos de grande relevo. Havia problemas e cisões dentro do Partido Republicano Catarinense, que, contudo, sempre conseguia recompor-se. Personalidades catarinenses com projeção nacional apareceram neste período, como Vidal Ramos, Adolfo Konder e Vítor Konder. O domínio político, então, não era mais exercido exclusivamente pelas famílias tradicionais do litoral, mas dividido com figuras influentes do planalto e descendentes de imigrantes.

## Revolução de 1930
Iniciado o movimento revolucionário de 1930 no Rio Grande do Sul, Santa Catarina foi o primeiro estado a ser invadido pelas forças que conduziram Getúlio Vargas ao poder. Muito embora fossem sendo vencidas as forças legais, Florianópolis resistiu ao avanço gaúcho, até que a revolução viesse a triunfar em todo o território nacional. De 1930 a 1945, o estado foi governado por interventores federais.
Ao longo desses quinze anos, houve um breve período, de 1935 a 1937, em que o poder executivo estadual esteve entregue ao governador eleito, Nereu Ramos, mantido como interventor pelo Estado Novo, em 1937. O governo de Nereu Ramos distinguiu-se pela preocupação com o setor educacional e com a assistência médico-hospitalar. A infiltração nazista entre os colonos de ascendência alemã radicados no estado foi um dos problemas mais graves enfrentados pelo interventor.

## Depois de 1945
O Partido Social Democrático (PSD), estruturado em torno de Nereu Ramos, e a União Democrática Nacional (UDN), formada por antigos republicanos, foram os partidos que dominaram a vida política de Santa Catarina de 1945 a 1964. Em 1946 elegeu-se governador Aderbal Ramos da Silva, do PSD; depois dele o predomínio foi da UDN, com Irineu Bornhausen e Jorge Lacerda. Em 1960, foi eleito Celso Ramos, do PSD.
Nesse período, uma grande área do estado, que vivia semimarginalizada e escassamente povoada - o meio e o extremo oeste - passou a ter importância cada vez maior. Essas glebas foram sendo ocupadas por gente vinda do Rio Grande do Sul, colonos estrangeiros e seus descendentes, que nelas vislumbraram um novo eldorado.
Em 1960, a criação da Universidade Federal de Santa Catarina representou grande avanço no setor educacional. Florianópolis tornou-se centro de atração para estudantes também de outros estados. Em 1965, fundou-se a Universidade para o Desenvolvimento do Estado, ao que se seguiu a criação de vários institutos de ensino superior em municípios do interior. No ano seguinte, tomou posse o governador Ivo Silveira, eleito por voto direto. Depois, dois governadores foram escolhidos pela Assembléia Legislativa do estado - Colombo Salles e Antônio Carlos Konder Reis - e um por um colégio eleitoral - Jorge Bornhausen.
Durante a gestão do governador Esperidião Amin, eleito por voto direto em 1982, o estado foi atingido por uma das mais graves enchentes de sua história, em julho de 1983. Em Blumenau, que fica às margens do rio Itajaí-Açu, setenta por cento do centro urbano ficou submerso. Dos 199 municípios que integravam o estado na época, 136 foram declarados em estado de calamidade pública e quase cem ficaram totalmente isolados. O fenômeno se repetiu de forma menos violenta em 1984. As enchentes causadas em parte pela destruição das matas catarinenses e afetaram a produção industrial e agrícola do estado.
Em 1986, elegeu-se governador Pedro Ivo Campos, ex-prefeito de Joinville. Desde meados da década de 1980, ocorriam no campo graves conflitos entre lavradores e proprietários rurais pela posse da terra. Geralmente acompanhadas de violência, as invasões de fazendas por dezenas e até centenas de famílias de lavradores eram geralmente mediadas pelo governo estadual. Em 1990, após a morte de Pedro Ivo Campos, tomou posse o vice-governador Casildo Maldaner. No mesmo ano, elegeu-se para ocupar o cargo Vilson Kleinübing (PFL), a quem se seguiu, em 1995, Paulo Afonso Vieira (PMDB).
Em 2008 o Estado enfrenta a pior catástrofe natural de sua história. Enchentes devastam várias cidades de Santa Catarina, matando 126 pessoas.